# Psybient
A psybient, vagy másként psychill olyan elektronikus zenei műfaj, amely a chillout és a pszichedelikus trance zenei műfajok ötvözéséből jött létre.

## Elemei
A psybientszámok közül sokan magukba olvasztottak glitch-, dub- és világzenei elemeket. A psybientkompozíciók túlnyomó többsége elektronikus alapon készült, de organikus hangok is lehetnek bennük. Kevés psybientdalnak van szövege, egyes esetekben viszont más zenészek dallamelemeit is magukba emelhetik, mint például Alan Watts, Terence McKenna vagy Robert Anton Wilson.